# Małachowka
Małachowka (ros. Малаховка) – osiedle typu miejskiego w Rosji, w obwodzie moskiewskim, 29 km na południowy wschód od Moskwy. W 2020 liczyło 24 781 mieszkańców.
W Małachowce znajdowało się osiedle NKWD, w którym przebywali m.in. polscy oficerowie (Willa rozkoszy w Małachowce), Friedrich Paulus i Ramón Mercader.